# RuPaul
RuPaul Andre Charles (San Diego, 17 november 1960), beter bekend als RuPaul, is een Amerikaanse dragqueen, acteur, model, auteur, presentator, programmamaker en zanger.
RuPaul is geboren en getogen in San Diego en verhuisde later naar Atlanta om podiumkunsten te studeren. Hij vestigde zich in New York, waar hij populair werd in de nachtclubscene. Hij bereikte internationale bekendheid als dragqueen met de hit Supermodel (You Better Work) van zijn album Supermodel of the World (1993), dat geproduceerd werd door Eric Kupper. Hij nam in 1994 een duet, Don't Go Breaking My Heart, op met Elton John. In 1996 werd hij een woordvoerder van MAC Cosmetics, RuPaul zamelde geld in voor het Mac Aids Fonds en werd het eerste drag supermodel. Hetzelfde jaar begon hij zijn eigen talkshow, The RuPaul Show, die twee jaar werd uitgezonden. Later presenteerde hij, samen met Michelle Visage, het ochtendprogramma van radiozender WKTU. In de jaren heeft hij meerdere albums uitgebracht en meerdere boeken geschreven. De reality-televisieserie RuPaul's Drag Race, waarin RuPaul wordt gevolgd in zijn zoektocht naar de volgende drag superster, leidde wereldwijd tot een opleving van dragqueens. In 2016 won hij als gastheer van deze serie een Emmy. In 2018 kreeg RuPaul een ster op de Hollywood Walk of Fame.

## Discografie
Studioalbums
- Supermodel of the World (1993)
- Foxy Lady (1996)
- Ho Ho Ho (1997)
- Red Hot (2004)
- Champion (2009)
- Glamazon (2011)
- Born Naked (2014)
- Realness (2015)
- Slay Belles (2015)
- Butch Queen (2016)
- American (2017)
- Christmas Party (2018)
- You're a Winner, Baby (2020)
- MamaRu (2022)
- Black Butta (2023)
- Good Luck and Don't F%k It Up (2025)

## Filmografie

### Televisie
| Jaar       | Titel                                                  | Rol                                         | Notities                                           |
| ---------- | ------------------------------------------------------ | ------------------------------------------- | -------------------------------------------------- |
| 1988       | The Gong Show                                          | Zichzelf (niet als dragqueen)               |                                                    |
| 1993       | Saturday Night Live                                    | Zichzelf (als dragqueen)                    | Gast, aflevering: "Charles Barkley/Nirvana"        |
| 1994       | Sister, Sister                                         | Marje                                       |                                                    |
| 1995       | In the House                                           | Kevin                                       |                                                    |
| 1996–98    | The RuPaul Show                                        | Zichzelf (als dragqueen)                    | Presentator, 100 afleveringen                      |
| 1996–98    | Nash Bridges                                           | Simone Dubois                               | 2 afleveringen                                     |
| 1998       | Hercules                                               | Rock Guardian                               | Aflevering: "Hercules and the Girdle of Hyppolyte" |
| 1998       | Sabrina, the Teenage Witch                             | The Witch Judge / Hair Dresser              | Aflevering: "Sabrina's Choice"                     |
| 1998       | Walker, Texas Ranger                                   | Bob                                         | Aflevering: "Royal Heist"                          |
| 2001       | Popular                                                | Sweet Honey Child                           |                                                    |
| 2001       | Port Charles                                           | Madame Alicia                               |                                                    |
| 2001       | Weakest Link                                           | Zichzelf (als dragqueen)                    |                                                    |
| 2002       | Son of the Beach                                       | Heinous Anus                                | gecrediteerd als RuPaul Charles                    |
| 2006       | Top Chef: San Francisco                                | als zichzelf                                | "Food of Love." Op Bravo. (15 maart 2006).         |
| 2008       | Project Runway                                         | Zichzelf (als dragqueen)                    | Gast jurylid, seizoen 5, aflevering 6              |
| 2009       | Rick & Steve: The Happiest Gay Couple in All the World | Tyler                                       |                                                    |
| 2009–heden | RuPaul's Drag Race                                     | Zichzelf (zowel wel als niet als dragqueen) | Host en jurylid                                    |
| 2010       | Ugly Betty                                             | Rudolph                                     | Aflevering: "Chica and the Man"                    |
| 2010–12    | RuPaul's Drag U                                        | Zichzelf (niet als dragqueen)               | Host, jurylid en producer                          |
| 2012–heden | RuPaul's Drag Race All Stars                           | Zichzelf (zowel wel als niet als dragqueen) | Host en jurylid                                    |
| 2013       | Happy Endings                                          | Krisjahn                                    | Aflevering: "The Incident"                         |
| 2013       | Life With La Toya                                      | Zichzelf (niet als dragqueen)               |                                                    |
| 2013       | Lady Gaga and the Muppets Holiday Spectacular          | Zichzelf (als dragqueen)                    | Gast-artiest: "Fashion!" naast Lady Gaga           |
| 2014       | The Face                                               | Zichzelf (niet als dragqueen)               | Gast jurylid                                       |
| 2014       | Mystery Girls                                          | Emillo                                      | Gast, aflevering: "Bag Ladies"                     |
| 2014       | The Comeback                                           | Zichzelf (niet als dragqueen)               | Gast, aflevering: "Valerie Films A Pilot"          |
| 2014–16    | Skin Wars                                              | Zichzelf (niet als dragqueen)               | Jurylid                                            |
| 2015       | Harvey Beaks                                           | Jackie Slitherstein                         | Gast, aflevering: "Harvey's Favorite Book"         |
| 2015       | Good Work                                              | Host                                        |                                                    |
| 2015       | Bubble Guppies                                         | Drag Slak/Costume Boxing Jurylid            | Gast, aflevering: "Costume Boxing"                 |
| 2016       | The Muppets                                            | Zichzelf (niet als dragqueen)               | Aflevering: "Got Silk?"                            |
| 2016–17    | Gay for Play Game Show Starring RuPaul                 | Host                                        |                                                    |
| 2016       | The Real O'Neals                                       | Zichzelf (niet als dragqueen)               | Aflevering: "The Real Thang"                       |
| 2017       | 2 Broke Girls                                          | Zichzelf (niet als dragqueen)               | Aflevering: "And the Riverboat Runs Through It"    |
| 2017       | Animals.                                               | Dr. Labcoat (niet als dragqueen)            | Aflevering: "Humans"                               |
| 2017       | Girlboss                                               | Lionel                                      | Terugkerende rol, 6 afleveringen                   |
| 2017       | Then and Now with Andy Cohen                           | Zichzelf (niet als dragqueen)               |                                                    |
| 2017       | BoJack Horseman                                        | Queen Antonia                               | Aflevering: "Underground"                          |
| 2017       | Broad City                                             | Marcel                                      | 3 afleveringen                                     |
| 2017       | Adam Ruins Everything                                  | Gil                                         | 2 afleveringen                                     |
| 2018       | Drag Race Thailand                                     | Zichzelf (niet als dragqueen)               |                                                    |
| 2018       | The Ellen DeGeneres Show                               | Zichzelf (niet als dragqueen)               | Seizoen 15, aflevering 120                         |
| 2018       | The Simpsons                                           | Queen Chante (stem)                         | Aflevering: "Werking Mom"                          |
| 2019       | The World's Best                                       | Zichzelf (niet als dragqueen)               | Jurylid                                            |
| 2019       | Grace and Frankie                                      | Benjamin Le Day                             | Gast acteur                                        |
| 2019       | RuPaul                                                 | Zichzelf (niet als dragqueen)               | Host                                               |
| 2019       | RuPaul's Drag Race UK                                  | Zichzelf (zowel wel als niet als dragqueen) | Host en jurylid                                    |
| 2020       | AJ and the Queen                                       | Ruby Red                                    | Hoofdrol; co-creator en executive producer         |
| 2020       | Saturday Night Live                                    | Zichzelf/Host                               | Aflevering: "RuPaul/Justin Bieber"                 |
| 2020       | RuPaul's Secret Celebrity Drag Race                    | Zichzelf (zowel wel als niet als dragqueen) | Host and jurylid                                   |
| 2020       | The Price Is Right at Night                            | Gast                                        |                                                    |
| 2020       | Canada's Drag Race                                     | Zichzelf (als dragqueen)                    | Cameo (videobericht in elke aflevering)            |
| 2020       | Muppets Now                                            | Zichzelf (niet als dragqueen)               | Aflevering: "Due Date"                             |
| 2020       | Drag Race Holland                                      | Zichzelf (als dragqueen)                    | Cameo (videobericht)                               |

### Films
| Jaar | Titel                                            | Rol                |
| ---- | ------------------------------------------------ | ------------------ |
| 1987 | RuPaul Is: Starbooty!                            | Starbooty          |
| 1994 | Crooklyn                                         | Connie             |
| 1995 | The Brady Bunch Movie                            | Mrs. Cummings      |
| 1995 | Wigstock: The Movie                              | Zichzelf           |
| 1995 | Blue in the Face                                 | Danser             |
| 1995 | To Wong Foo, Thanks for Everything! Julie Newmar | Rachel Tensions    |
| 1995 | Red Ribbon Blues                                 | Duke               |
| 1995 | A Mother's Prayer                                | Deacon "Dede"      |
| 1996 | Fled                                             | Zichzelf           |
| 1996 | A Very Brady Sequel                              | Mrs. Cummings      |
| 1998 | An Unexpected Life                               | Charles            |
| 1999 | EDtv                                             | RuPaul             |
| 1999 | But I'm a Cheerleader                            | Mike               |
| 2000 | The Eyes of Tammy Faye                           | Verteller          |
| 2000 | The Truth About Jane                             | Jimmy              |
| 2000 | For the Love of May                              | Jimbo              |
| 2001 | Who is Cletis Tout?                              | Ginger Markum      |
| 2005 | Dangerous Liaisons                               | Zichzelf           |
| 2006 | Zombie Prom: The Movie                           | Delilah Strict     |
| 2007 | Starrbooty                                       | Starrbooty/Cupcake |
| 2008 | Another Gay Sequel: Gays Gone Wild               | Tyrell Tyrelle     |
| 2016 | Hurricane Bianca                                 | Weerman            |
| 2018 | Show Dogs                                        | Persephone (stem)  |
| 2019 | Trixie Mattel: Moving Parts                      | Zichzelf           |

### Music videos
| Jaar | Titel                   | Rol      | Artiest      |
| ---- | ----------------------- | -------- | ------------ |
| 1989 | "Love Shack"            | Extra    | The B-52's   |
| 2019 | "You Need to Calm Down" | Zichzelf | Taylor Swift |